# Toninho Maxakali
Toninho Maxakali foi um educador, pajé, poeta e músico brasileiro, de etnia maxacali. Em 2006, foi professor visitante da Universidade Federal de Minas Gerais (UFMG), através do programa "Artistas visitantes: mestres artistas das comunidades maxakali".

## Biografia
Nascido na aldeia Mikax Kakax, no município de Bertópolis, Minas Gerais, Toninho Maxakali era filho de outro pajé, José Antoninho Maxakali, e de Nega Maxakali. Consta que aprendeu todos os cantos dos maxacalis com seu pai, antes de casar-se aos 20 anos com Bilza Maxakali, com quem teve nove filhos. Alfabetizado pelo missionário estadunidense Harold Popovich, guardou até a morte o exemplar do Novo Testamento que recebeu do mesmo.
Em fins da década de 1990, com a criação das primeiras escolas bilíngues indígenas em Minas Gerais, Toninho Maxakali tornou-se "professor de cultura", passando a ensinar os ritos indígenas na escola. Foi também co-autor de diversos livros sobre a cultura maxacali, além de conferencista e artista convidado da 31ª Bienal Internacional de Arte de São Paulo, em 2014.
Também atuou nas aldeias maxacali como diretor, em curtas-metragem como "Caçando capivara", "Tatakox aldeia Vila Nova", "Esperando putuxop", "Cantando com putuxop", "Histórias de putuxop", "Cantos em um encontro de pajés", "Cosmopistas tikmũ’ũn_putuxop".

## Obras
- MAXAKALI, T.; MAXAKALI, Z. A.; PIRES ROSSE, E. (Org.) Cantos e pássaros kõmãyxop. Kõmãyxop putuxnãg tuk tex. Belo Horizonte: Fino Traço Editora, 2014.
- MAXAKALI, T.; MAXAKALI, I.; MAXAKALI, M.. História do Xunĩm. Xunĩm yõg hãm ãgtux. Belo Horizonte: Fino Traço Editora, 2014.
- MAXAKALI, T.; PIRES ROSSE, E. (Org.). Kõmãyxop: cantos Xamânicos maxakali_tikmũ’ũn. Rio de Janeiro: Museu do Índio-FUNAI, 2011.
- MAXAKALI, T. et al. Xunĩm yõg kutex xi ãgtux xi hemex yõg kutex / Cantos e histórias do morcego espírito e do hemex. Organizado por Rosângela Pereira Tugny. Rio de Janeiro: Azougue, 2009.